# فنسنت ريد
فنسنت ريد (21 مارس 1940 - )  (بالإنجليزية: Vincent Reed)‏ هو لاعب كريكت بريطاني.